# Licea sinuatopicta
|  | Dieser Artikel wurde aufgrund von formalen oder inhaltlichen Mängeln in der Qualitätssicherung Biologie im Abschnitt „Mykologie“ zur Verbesserung eingetragen. Dies geschieht, um die Qualität der Biologie-Artikel auf ein akzeptables Niveau zu bringen. Bitte hilf mit, diesen Artikel zu verbessern! Artikel, die nicht signifikant verbessert werden, können gegebenenfalls gelöscht werden. Lies dazu auch die näheren Informationen in den Mindestanforderungen an Biologie-Artikel. Begründung: Telegrammstil in Fließtext umwandeln |

Licea sinuatopicta ist ein Schleimpilz der Gattung Licea aus der Familie Liceaceae mit vorgezeichnetem Deckel (Untergattung Orcadella).

## Merkmale

### Makroskopisch
Die Fruchtkörper sind sitzend, halbkugelig, dunkelbraun bis schwarz mit vorgezeichnetem, sinusförmigen, grau bis silberfarbenen Deckel, welcher sich deutlich heller vom Rest des dunkleren Fruchtkörpers abhebt, (0,1) 0,2–0,4 mm im Durchmesser mit einer Sporenfarbe von rotbraun, goldbraun bis zimtfarben.

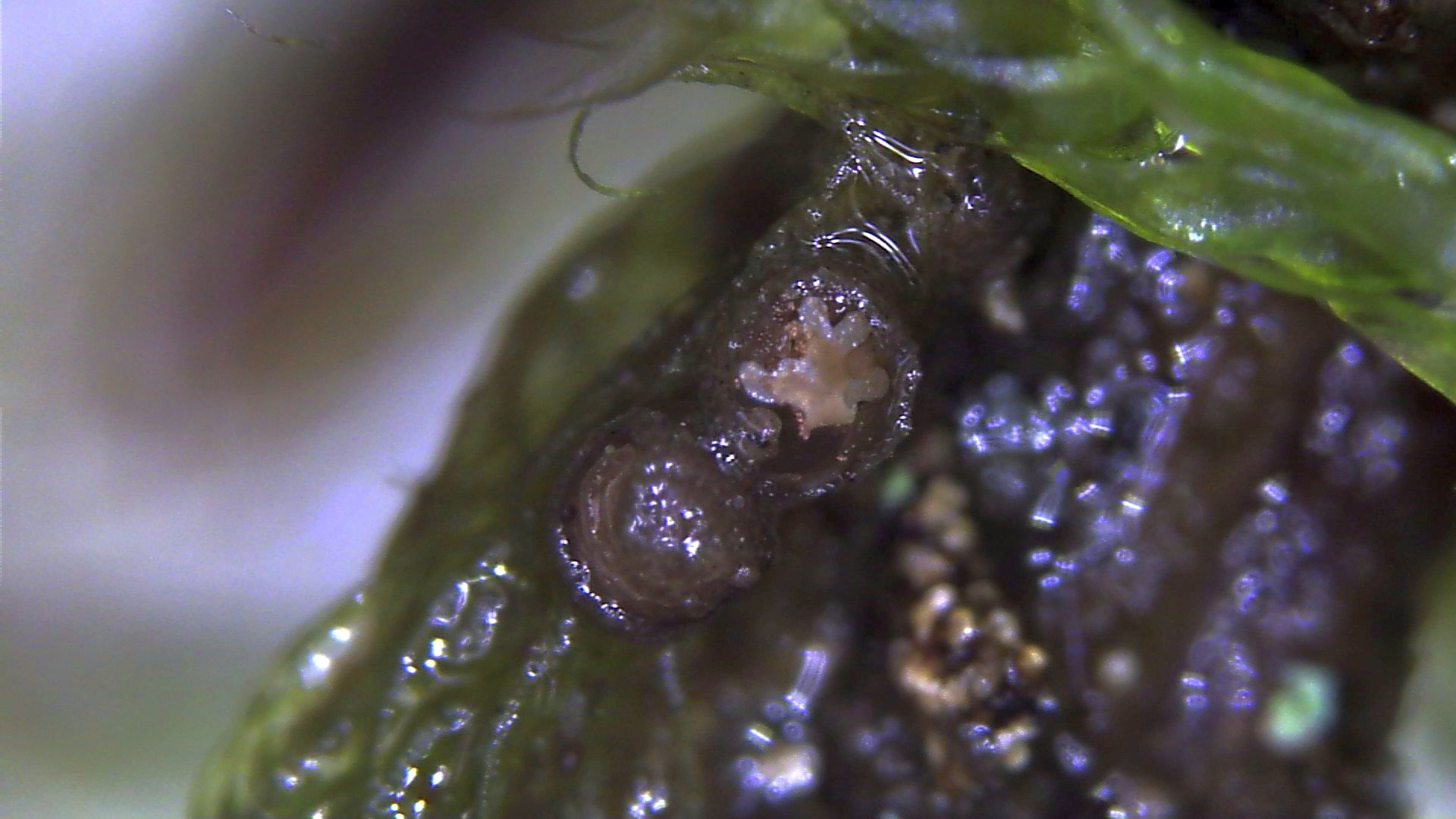
Zwei Sporocarpien an Rinde von Fichte

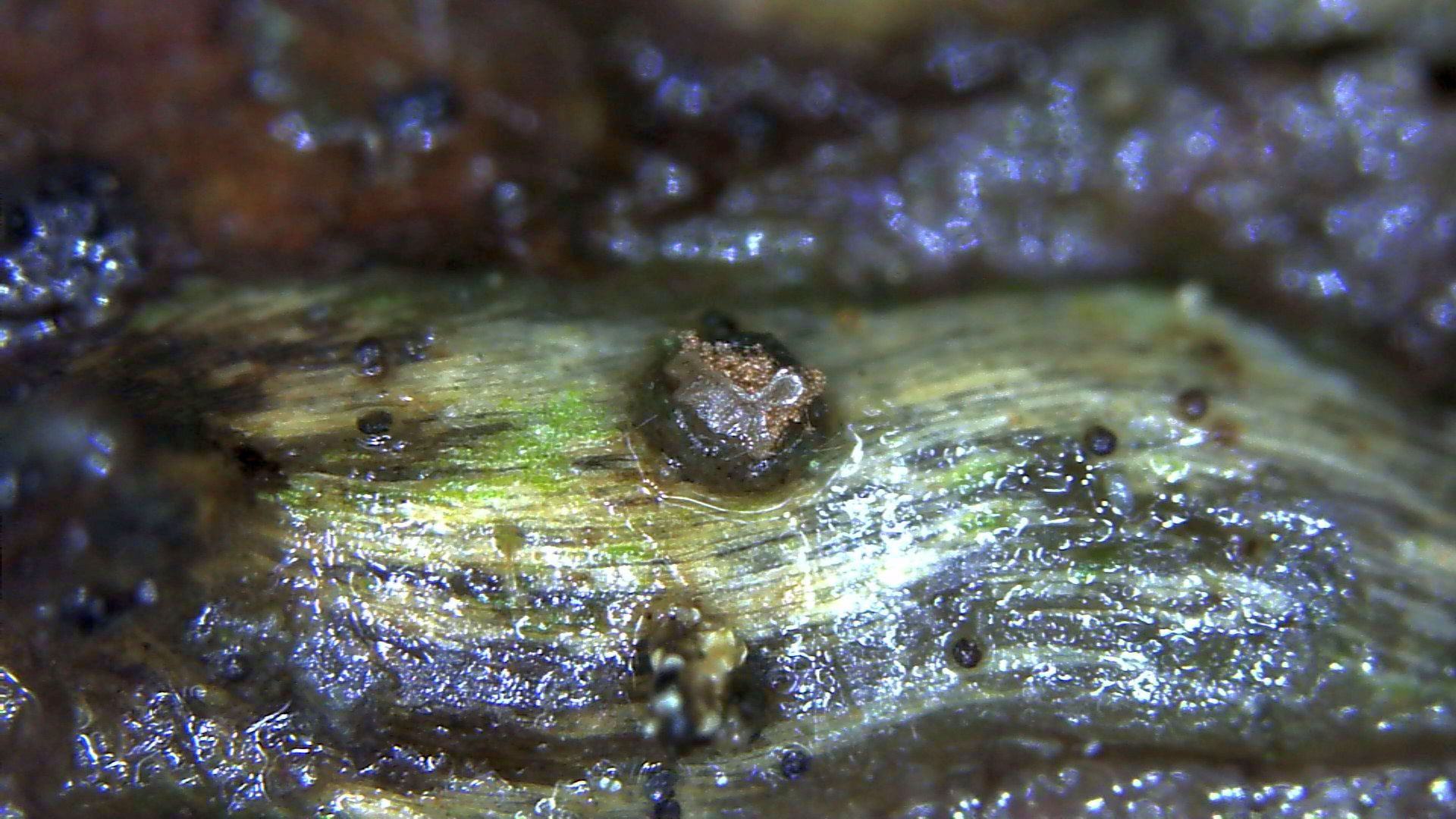
Sporocarpie an Rinde von Fichte

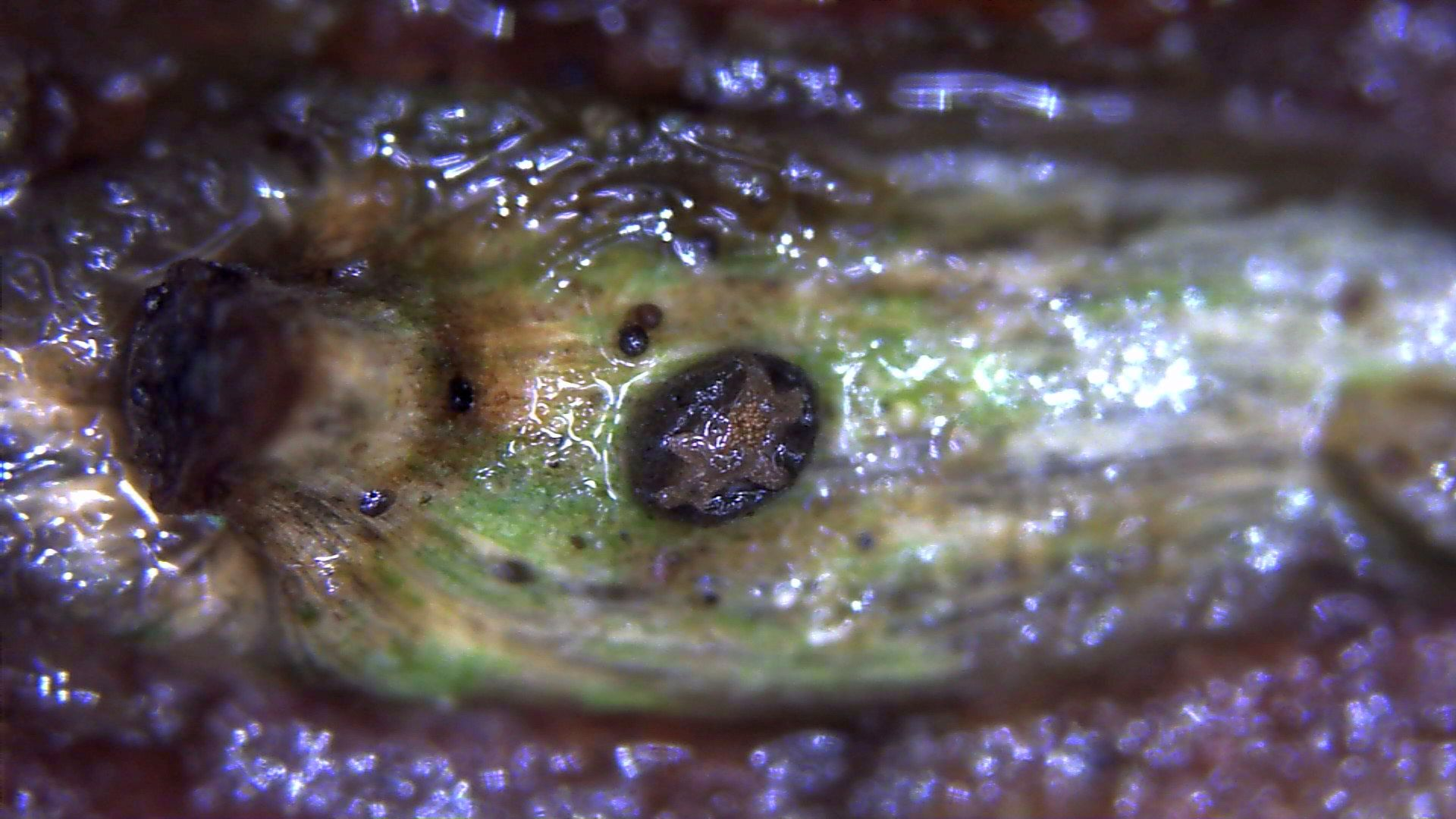
Sporocarpie an Rinde von Fichte

### Mikroskopisch
Die Sporen von Licea sinuatopicta sind rund und glatt, (12,5) 14–15,5 Mikrometer im Durchmesser, dickwandig mit dünnerer, heller Keimpore und frisch im Durchlicht mit einem oder mehreren orangefarbenen Flecken.

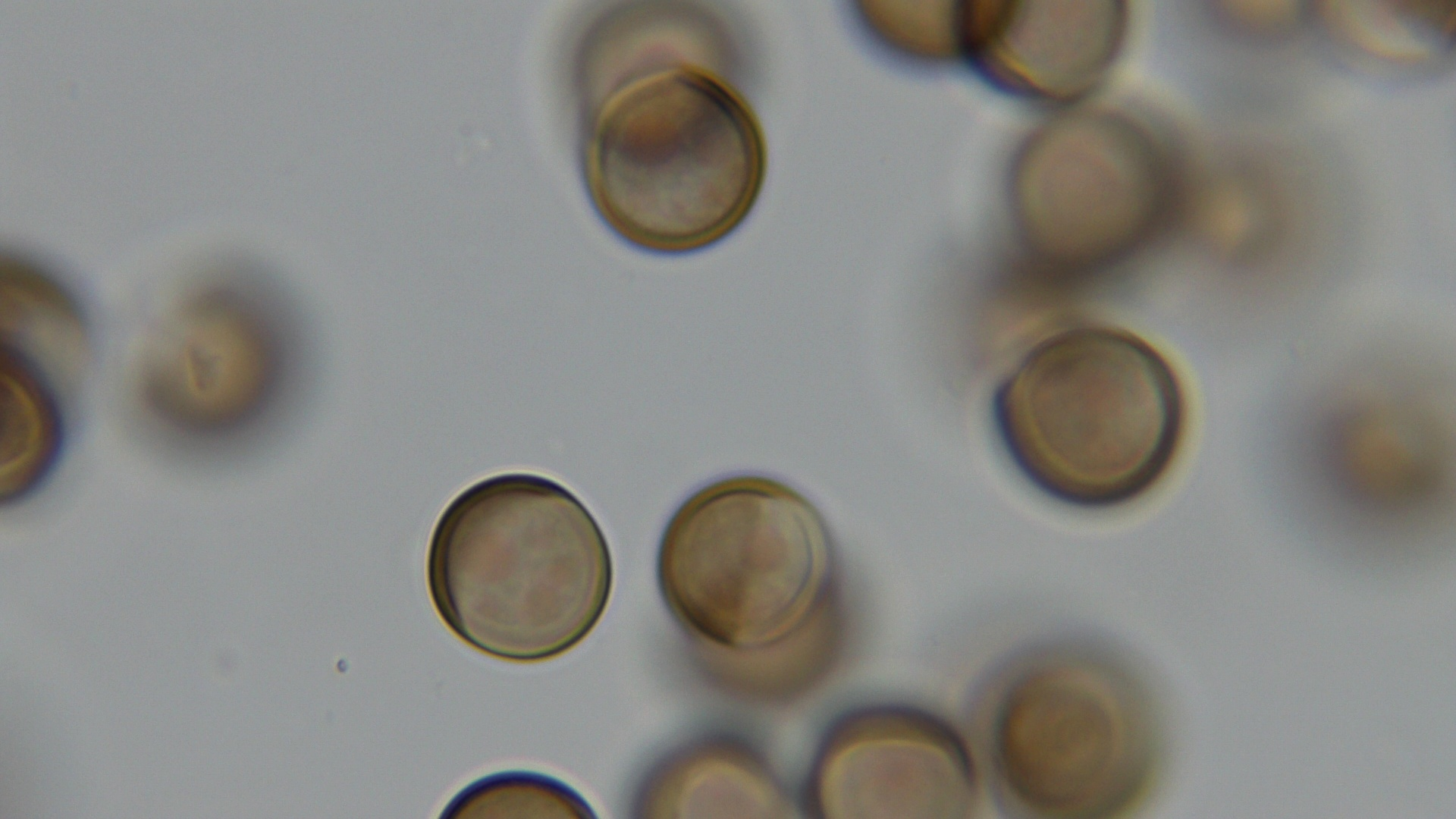
Sporen im Durchlicht

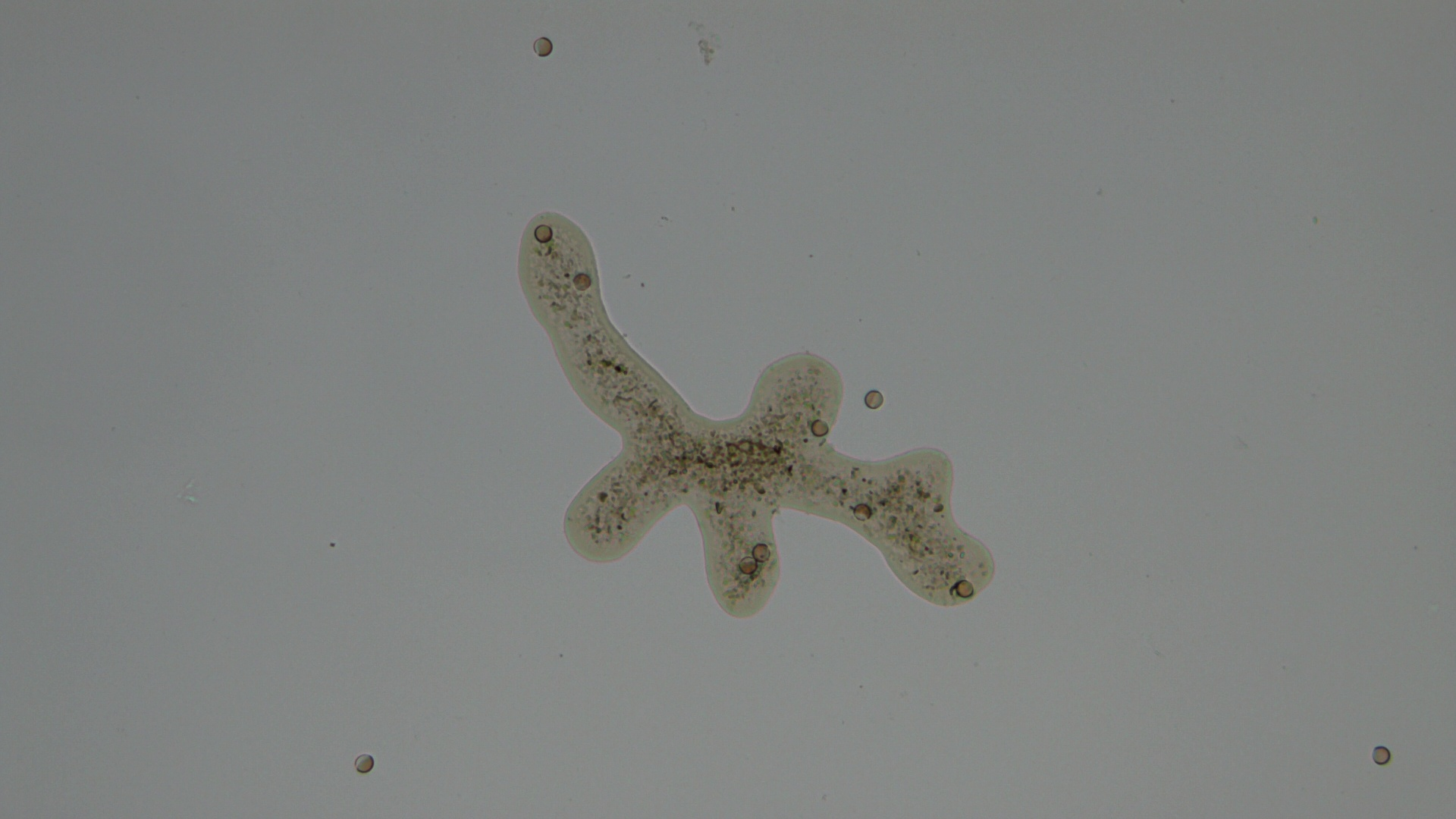
Deckel im Durchlicht

## Ökologie
Der Schleimpilz ist ein Bewohner von Baumrinden (corticol), auch an Rinden von Sträuchern wie Heidelbeere, meist im Freiland von Dezember bis März in luftfeuchten Tälern fruktifizierend und dann an diesen Standorten lokal nicht selten.

## Verbreitung
Gefunden wurde diese Art bisher nur in Deutschland (in Nordrhein-Westfalen und Thüringen).

## Systematik und Forschungsgeschichte
Die Art wurde 2008 von Holger Müller anhand mehrerer Funde an Zweigen verschiedener Bäume aus Thüringen erstbeschrieben.

## Etymologie
sinuatus ― buchtig, kurvig (lat.)
pictus ― Zeichnung, Muster (lat.)

## Ähnliche Arten
In typischer Ausbildung des vorgezeichnetem, silbriggrauen, geschwungenen Deckels ist die Art unverwechselbar.